# Hofstra University

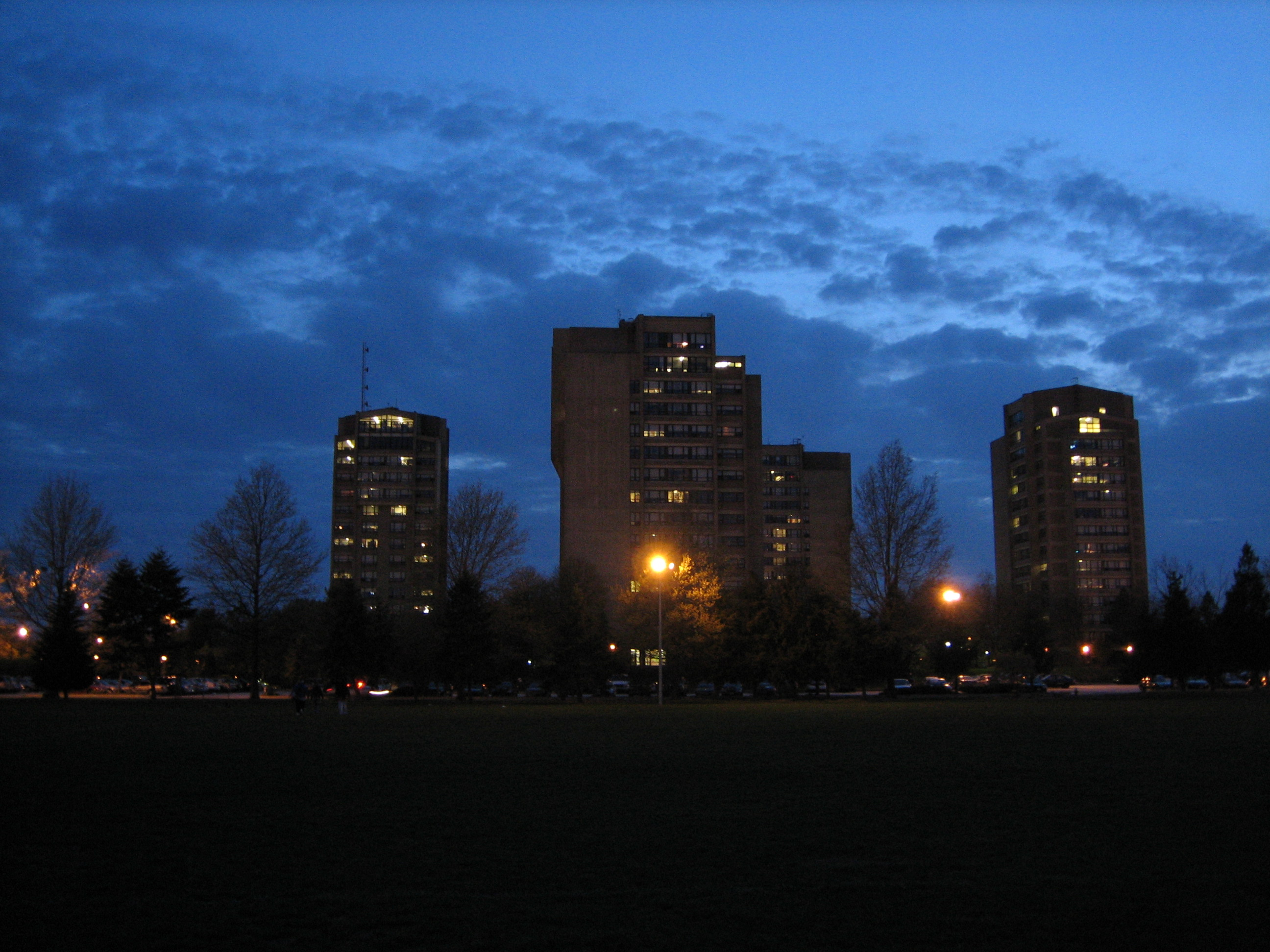
Skyline Hofstra University

Die Hofstra University ist eine private Universität in Hempstead auf Long Island im US-Bundesstaat New York. Derzeit sind rd. 10.000 Studenten eingeschrieben.

## Geschichte
1935 wurde auf dem Grundstück des 1932/1933 verstorbenen Ehepaars William Hofstra – ein wohlhabender Holzhändler – und Kate Williams ein College der New York University gegründet (Nassau College – Hofstra Memorial of New York University at Hempstead, Long Island). Dieses wurde 1939 unabhängig. Ihren heutigen Namen erhielt sie 1963.

## Campus
Der Campus befindet sich auf dem Mitchel Field, einem ehemaligen Militärflughafen im Weiler East Garden City.

## Fakultäten
- Geistes- und Naturwissenschaften
- Kommunikationswissenschaften
- Pädagogik und Human Services
- Rechtswissenschaften
- Wirtschaftswissenschaften (Frank G. Zarb School of Business)
- Honors College
- New College
- University Studies
- Saturday College

## Sport
Die Sportteams werden The Pride genannt. Die Hochschule ist Mitglied der Colonial Athletic Association.
Hofstra verfügt mit dem James M. Shuart Stadium über ein Stadion, das auch vom Fußball-Franchise New York Cosmos genutzt wird.

## Persönlichkeiten

### Film, Theater und Radio
- Carol Alt (* 1960), Supermodel (ohne Abschluss)
- James Caan (1940–2022), Schauspieler (ohne Abschluss)
- Francis Ford Coppola (* 1939), Regisseur
- Steven Haft (* 1949), Filmproduzent und Autor
- Madeline Kahn (1942–1999), Schauspielerin
- Joe Morton (* 1947), Schauspieler, Produzent und Musiker
- Philip Rosenthal (* 1960), Produzent
- Mike Starr (* 1950), Schauspieler
- Christopher Walken (* 1943), Schauspieler (ohne Abschluss)